# As I Was Moving Ahead Occasionally I Saw Brief Glimpses of Beauty
Pour plus de détails, voir Fiche technique et Distribution.
As I Was Moving Ahead Occasionally I Saw Brief Glimpses of Beauty est un film documentaire expérimental américain produit et réalisé par Jonas Mekas, sorti en 2000. 
D'une durée de près de 5 heures, il a été présenté en première mondiale au Festival du film de Londres le 4 novembre 2000, et au Festival du film de Berlin en 2001.

## Synopsis
Jonas Mekas présente un ensemble de films personnels tournés sur une période d'environ 30 ans, une tentative pour reconstruire sa vie. C'est aussi un poème d'amour dédié à New York.

## Fiche technique
- Réalisation : Jonas Mekas
- Production : Jonas Mekas
- Musique : Auguste Varkalis
- Montage : Jonas Mekas[3]
- Durée : 288 minutes (en 12 parties)
- Dates de sortie : 
  - Royaume-Uni : 4 novembre 2000 (Festival du film de Londres)
  - Allemagne : 2001 (Festival du film de Berlin)

## Distribution
- Jonas Mekas : narrateur

## Réception critique
La réception du film est globalement positive, comme par exemple celle du New York Times.